# 第79回日劇學院賞
←第78回 - 第79回 - 第80回→
第79回日劇學院賞，針對2013年10月到12月在日本播出的秋季連續劇所做出的投票與評比。本季《LEGAL HIGH 2》獲得六項大獎成為最大贏家。其中堺雅人上季憑《半澤直樹》獲最佳男主角獎後，今季再憑此劇獲最佳男主角獎項；而編劇古澤良太在最佳編劇獎中獲得比第二名高出一倍的票數贏得獎項。

## 最優秀作品賞
1. LEGAL HIGH 2
2. Doctor-X～外科醫·大門未知子～2
3. 黑河內

- 讀者票：1. 安堂機器人；2. LEGAL HIGH 2；3. 東京下町古書店；4. Doctor-X～外科醫·大門未知子～2； 5. Miss Pilot
- 記者票：1. LEGAL HIGH 2；2. 黑河內；3. 安堂機器人；4. Doctor-X～外科醫·大門未知子～2；5. 八重之櫻
- 評審票：1. LEGAL HIGH 2；2. Doctor-X～外科醫·大門未知子～2；3. 黑河內；4. 八重之櫻；5. 刑警的眼神

## 主演男優賞
1. 堺雅人（LEGAL HIGH 2）
2. 長瀨智也（黑河內）
3. 木村拓哉（安堂機器人）

- 讀者票：1. 堺雅人（LEGAL HIGH 2）；2. 木村拓哉（安堂機器人）；3. 龜梨和也（東京下町古書店）；4. 長瀨智也（黑河內）；5. 草彅剛（獨身貴族（日语：独身貴族））
- 記者票：1. 堺雅人（LEGAL HIGH 2）；2. 長瀨智也（黑河內）；3. 木村拓哉（安堂機器人）；4. 龜梨和也（東京下町古書店）；5. 草彅剛（獨身貴族）
- 評審票：1. 堺雅人（LEGAL HIGH 2）；2. 長瀨智也（黑河內）；3. 草彅剛（獨身貴族）；4. 木村拓哉（安堂機器人）；5. 椎名桔平（刑警的眼神）

## 主演女優賞
1. 米倉涼子（Doctor-X～外科醫·大門未知子～2）
2. 綾瀨遙（八重之櫻）
3. 堀北真希（Miss PILOT）

- 讀者票：1. 綾瀨遙（八重之櫻）；2. 米倉涼子（Doctor-X～外科醫·大門未知子～2）；3. 堀北真希（Miss PILOT）；4. 竹內結子（段田凜 勞動基準監督官）；5. 長澤正美（都市傳說之女）
- 記者票：1. 米倉涼子（Doctor-X～外科醫·大門未知子～2）；2. 綾瀨遙（八重之櫻）；3. 長澤正美（都市傳說之女2）；4. 堀北真希（Miss PILOT）；5. 竹內結子（段田凜 勞動基準監督官）
- 評審票：1. 米倉涼子（Doctor-X～外科醫·大門未知子～2）；2. 綾瀨遙（八重之櫻）；3. 堀北真希（Miss PILOT）；4. 長澤正美（都市傳說之女2）；5. 竹內結子（段田凜 勞動基準監督官）

## 助演男優賞
1. 岡田將生（LEGAL HIGH 2）
2. 西島秀俊（八重之櫻）
3. 渡部篤郎（黑河內）

- 讀者票：1. 遠藤憲一（安堂機器人）；2. 齋藤工（Miss PILOT）；3. 西島秀俊（八重之櫻）；4. 玉置浩二（東京下町古書店）；5. 岡田將生（LEGAL HIGH 2）
- 記者票：1. 岡田將生（LEGAL HIGH 2）；2. 渡部篤郎（黑河內）；3. 西島秀俊（八重之櫻）；4. 金子統昭（東京下町古書店）；5. 玉置浩二（東京下町古書店）
- 評審票：1. 西島秀俊（八重之櫻）；2. 西田敏行（Doctor-X～外科醫·大門未知子～2）；3. 渡部篤郎（黑河內）；4. 岡田將生（LEGAL HIGH 2）；5. 遠藤憲一（安堂機器人）

## 助演女優賞
1. 新垣結衣（LEGAL HIGH 2）
2. 柴咲幸（安堂機器人）
3. 剛力彩芽（黑河內）

- 讀者票：1. 柴咲幸（安堂機器人）；2. 新垣結衣（LEGAL HIGH 2）；3. 北川景子（獨身貴族）；4. 相武紗季（Miss PILOT）；5. 剛力彩芽（黑河內）
- 記者票：1. 新垣結衣（LEGAL HIGH 2）；2. 剛力彩芽（黑河內）；3. 北川景子（獨身貴族）；4. 柴咲幸（安堂機器人）；5. 相武紗季（Miss PILOT）
- 評審票：1. 新垣結衣（LEGAL HIGH 2）；2. 剛力彩芽（黑河內）；3. 柴咲幸（安堂機器人）；4. 相武紗季（Miss PILOT）；5. 小雪（LEGAL HIGH 2）

## 腳本賞
1. 古澤良太（LEGAL HIGH 2）
2. 泉吉紘（日语：いずみ吉紘）（黑河內）
3. 中園美保、林誠人、寺田敏雄（日语：寺田敏雄）、武井彩（Doctor-X～外科醫·大門未知子～2）

## 主題曲賞
1. SMAP《時尚貴族》（獨身貴族（日语：独身貴族））
2. 竹內瑪麗亞《Your Eyes》（安堂機器人）
3. 堀田家樂團《謝謝☆再見》（東京下町古書店）

- 讀者票：1. 竹內瑪麗亞《Your Eyes》（安堂機器人）；2. SMAP《時尚貴族》（獨身貴族）；3. 堀田家樂團《謝謝☆再見》（東京下町古書店）
- 記者票：1. RIP SLYME《SLY》（LEGAL HIGH 2）；2. 堀田家樂團《謝謝☆再見》（東京下町古書店）；3. 東京小子《ホントんとこ》（黑河內）
- 評審票：1. SMAP《時尚貴族》（獨身貴族）；2. 竹內瑪麗亞《Your Eyes》（安堂機器人）；3. 松任谷由實《今だけを きみだけを》（段田凜 勞動基準監督官）

## 監督賞
1. 石川淳一（日语：石川淳一）、城寶秀則、西坂瑞城（LEGAL HIGH 2）
2. 田村直己、松田秀知（Doctor-X～外科醫·大門未知子～）
3. 波多野貴文、木村壽、坪井敏雄（安堂機器人）

## 特別賞
- 安堂機器人製作

## 評審及記者評語
- 關於編劇古澤良太：「在如此具有娛樂性的作品中，本劇編劇能夠提出『善良是甚麼』、『正義是甚麼』等問題，可見其筆力超強」。
- 關於導演石川淳一（日语：石川淳一）等人：「導演們用影像和音樂為堺先生自在的情緒變化錦上添花，讓本劇呈現出節奏有致的感覺」、「導演們很好地處理了古美門等角色，為觀眾呈現出比上一部作品更棒的內容，不愧是原班導演人馬」。